# Kostajnica (Konjic, BiH)
Kostajnica je naseljeno mjesto u općini Konjic, Federacija Bosne i Hercegovine, BiH.

## Zemljopis
Nalazi se u dolini Neretvice na krajnjem sjeveru Hercegovine te je nastanjena hrvatskim stanovništvom. Politički pripada Hercegovačko-neretvanskoj županiji, a crkveno Vrhbosanskoj nadbiskupiji. 
Smještena je ispod Bokševice na obali Jablaničkog jezera. Kroz Kostajnicu teče Blučica rijeka koja se u Kostajnici ulijeva u Jablaničko jezero. Kraj oko Kostajnice je šumovit.
Klima je blaga i ugodna, čemu pridonosi planina Bokševica, koja štiti od prodora hladnih vjetrova i pruža vodu. Zbog toga stanovnici su mogli živjeti od poljoprivredne proizvodnje, a ovdje uspijeva i smokva. Za visoka vodostaja Jablaničko jezero doseže nekropolu stećaka.
Kostajnica se nalazi u predjelu zvanom Klis.

## Povijest

### Osmansko razdoblje
U Kostajnici se nalaze ostaci velikog srednjovjekovnog grada Bokševca (lokalitet gradina) sa zidinama i ostacima temelja rimokatoličke crkve. Grad je bio kršćanska utvrda u vrijeme hercega Stjepana. Bokševac je bio u srednjem vijeku glavna tvrđava u župi Neretvi koju su Osmanlije zauzeli 1463. godine i porušili. Pretpostavlja se, da je kraljica Katarina Kosača-Kotromanić, boravila u gradu Bokševcu, na putovanju iz Fojnice za Ston, Dubrovnik i Rim, prilikom bijega pred Turcima.
U blizini je današnjeg groblja je nekropola stećaka. U Bokševici su progonjeni kršćani tražili zaštitu u vrijeme turske okupacije. U velikoj pećini na lokalitetu Potočilo, kod potoka Piješćaka se tijekom turske okupacije skupljao vjerni puk na misu, a fratri su stizali iz Kreševa i Fojnice. 

### Razdoblje SFRJ
Danas je u pećini Gospin kip koji je izradio Josip Buzuk Joči i postavio u ovoj pećini kao znak zahvale. Kostajnica je filijala župe Obre. Stvaranjem Jablaničkog jezera prekinula se komunikacija sa župnim središtem, pa su 1962. godine vjernici u Kostajnici i okolnih sela izgradili područnu crkvu Uznesenja Blažene Djevice Marije. U Kostajnici je, prije rata obitavalo više od 500 stanovnika. Glavna gospodarska djelatnost bila je poljoprivreda i mnogi su živjeli u mnogim terenskim građevinskim poduzećima, u rudniku u Parsovićima i u tvornici zakovica u Buturović Polju. Prije rata u župnoj filijali Kostajnica bilo je 428 vjernika.

### Rat u BiH
Tijekom bošnjačko-hrvatskog sukoba, Kostajnica je devastirana i potpuno opljačkana[nedostaje izvor], dok je u Obrima uništena. Većina katolika s ovih područja protjerana je. Bokševica je opet pružila zaštitu progonjenim kršćanima. Sigurnost su potom potražili dalje u drugim dijelovima BiH, poglavito u okolici Mostara, u Hrvatskoj i diljem svijeta.

### Nakon rata
Crkva u Kostajnici obnovljena je u vrijeme župnika don Ante Ledića uz potporu talijanskog Caritasa, Vlade Republike Hrvatske i vjernog puka Kostajnice. Pomoćni biskup vrhbosanski Pero Sudar blagoslovio je obnovljenu crkvu 10. listopada 1999. godine. Izvršeni radovi nisu bili adekvatni i dovoljni, pa su vjernici izvršili obnovu unutrašnjosti i vanjske zidove te dijelove krova koji su prokišnjavali i zvonik u potpunosti. 
Mještani se vraćaju u Kostajnicu, a nije ih obeshrabrio ni zločinački čin ubojstva obitelji Anđelić.
Interes za povratak u Kostajnicu je velik i ne prestaje, imovina se ne prodaje, vlasnicu kuće obnavljaju svojim novcem, dok općina i županija pomažu infrastrukturu. Vjernici se najviše okupljaju na Veliku Gospu. Za godišnje odmore intenzivnije dolaze i često su cijeli godišnji odmor u Kostajnici. Kod Kostajnice je katoličko groblje s kapelom. Kapelu je sagradio vjernik puk Kostajnice, a kip je darovao župnik don Josip Majić 2018. godine. Hrvati se susreću s problemom nedopuštenog prisvajanja svojih zemljišta na atraktivnim lokacijama za vikendice uz obalu Jablaničkog jezera, od strane Bošnjaka.
Godine 2018., u Kostajnici je živjelo tek 14 osoba.

## Stanovništvo

### 1991.
Nacionalni sastav stanovništva 1991. godine, bio je sljedeći:
ukupno: 428
- Hrvati – 427
- ostali, neopredijeljeni i nepoznato – 1

### 2013.
Nacionalni sastav stanovništva 2013. godine, bio je sljedeći:
ukupno: 39
- Hrvati – 33
- Bošnjaci – 6

## Galerija
- Kostajnica podno Bokševice
- Crkva Uznesenja Blažene Djevice Marije
- Kapija crkve Uznesenja Marijina
- Kostajnica, Jablaničko jezero, groblje i crkva Uznesenja Marijina.
- Kostajnica u Klisu, s Bokševicom u pozadini
- Krpice snijega u Kostajnici, Klis
- Pogled s Bokševice na Kostajnicu i Jablaničko jezero.
- Kostajnica u Klisu, križ na groblju.
- Kostajnica, Klis, s Bokševicom u pozadini

## Vanjske poveznice
- Ramski vjesnik Foto/video: Kostajnica u konjičkom Klisu: Mjesto koje živi uz obnovljenu crkvu 15. travnja 2019.
- Hercegovina.info Nikolina Turić: Velika Gospa u Kostajnici 15. kolovoza 2019.
- Satelitska snimka  Arhivirana inačica izvorne stranice od 28. rujna 2020. (Wayback Machine)